# زياد السفياني
زياد بن عبد الله بن يزيد بن معاوية، وكنيته أبو محمد السفياني هو أمير أموي طالب بحقه في الخلافة الأموية، وثار سنة 744م/ 126 هـ على مروان بن محمد آخر الخلفاء الأمويين. التي أطاحت بها الخلافة العباسية في أوائل عام 750م/ 132 هـ. ثم قاد أبو محمد ثورة ضد العباسيين، ولكن هُزمت قواته وهرب إلى الحجاز، حيث قُتل في بداية عهد الخليفة العباسي أبي جعفر المنصور.

## نشأته
كان أبو محمد أحد أفراد الأسرة الأموية، وهو ابن عبد الله بن يزيد وحفيد الخليفة يزيد بن معاوية. وكانت عمته عاتكة بنت يزيد زوجة لعبد الملك بن مروان. لُقَِب بـ "السفياني" كإشارة إلى نسله من الخليفة معاوية بن أبي سفيان. سجنه آخر الخلفاء الأمويين مروان بن محمد (744-750م) في حران، ثم أُطلق سراحه بعد هزيمة الأمويين على يد العباسيين في معركة الزاب في يناير 750م.

## ثورته
في نفس العام 750م ثار أبو الورد مجزأة بن الكوثر القيسي على بني العباس في قنسرين، وقتل عاملهم فيها، وأعلن العصيان على والي العباسيين في الشام عبد الله بن علي. وانضم إليه أبو محمد السفياني متحالفًا مع قبائل كلب اليمانية في حمص وتدمر. تولى أبو محمد القيادة السياسية للثورة كمطالب بحقه في الخلافة، وتولى أبو الورد القيادة العسكرية، على الرغم من أن هذه القيادة كانت على الأرجح مقتصرة على القوات القيسية، حيث كانت القوات اليمانية بقيادة الأصبغ بن ذؤالة الكلبي.
التقوا بالجيش مع العباسيين بقيادة عبد الصمد بن علي في قنسرين، وهزموا العباسيين، ثم انضم إلى العباسيين عبد الله بن علي بقواته، والتقوا في معركة مرج الأجم (قرب حلب)، وهُزمت قوات أبي محمد السفياني. وقُتل أبو الورد والعديد من أقاربه وجنوده، بينما فر أبو محمد إلى تدمر. حاول القائد العباسي بسام بن إبراهيم الاستيلاء على تدمر وفشل، لكن أبا محمد هرب مرة أخرى متجهًا إلى الحجاز، وهناك وجد ملاذًا آمنًا بالقرب من جبل أحد. ظل أبو محمد وعائلته في الحجاز حتى تم تعقبهم وقتلهم في عهد الخليفة المنصور. كانت ثورة أبي محمد رغم أنها لم تدم طويلاً، أهم تهديد واجهه العباسيون في الفترة التي أعقبت ثورتهم الناجحة مباشرة ضد الأمويين. دفعت الثورة العباسيين إلى تعقب بقايا السلالة الأموية والقضاء عليها.

## شخصية السفياني في التراث
ورد في التراث الشيعي في بعض الأحاديث «الضعيفة» شخصية تُعرف بالسفياني، ينحدر من نسل أبي سفيان. ويعتقد الشيعة أنه سيكون منافس ومعارض للمهدي. وأنه المقصود بـ «رجل من قريش» في حديث خسف البيداء. يعتقد بعض النقاد أن شخصية السفياني مبتكرة كنوع من النقد السياسي للدولة الأموية باعتبار أن كل خلفائها من نسل الصحابي أبي سفيان. والبعض الآخر يعتقد أن هذه الأحاديث التي حكم عليها أهل الحديث إما أنها ضعيفة أو موضوعة، إنما وُضِعَت لمناهضة ثورة زياد السفياني في الشام ضد العباسيين.
اقترح هنري لامنس أن أبا محمد السفياني هو أصل هذه الأسطورة في التراث الشيعي، وأن البعض اعتقدوا أنه بعد إعدامه اختبأ - كشخصية محمد بن الحسن العسكري - وسيظهر مرة أخرى. بينما دافع ولفرد ماديلنغ عن الرأي القائل بأن السفياني في التراث الشيعي غير مرتبطة بشخصية أبي محمد السفياني. العديد من الثوار اللاحقين ضد العباسيين ادعوا عباءة السفياني مثل تميم اللخمي اليماني الذي أطلق على نفسه "السفياني المنتظر".